# 1191 dans les croisades
Cette page regroupe les évènements concernant les Croisades qui sont survenus en 1191 :

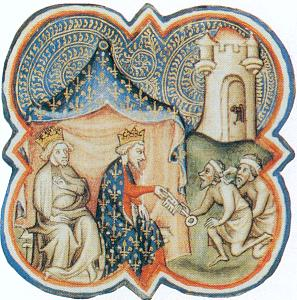
Richard Cœur de Lion et Philippe Auguste reçoivent les clés de Sant-Jean-d'Acre

- 30 mars : Philippe Auguste, roi de France, s'embarque à Messine en direction de la Terre sainte[1].
- 10 avril : Richard Cœur de Lion, s'embarque à Messine en direction de la Terre sainte[1].
- 20 avril : Philippe Auguste, roi de France, débarque à Saint-Jean-d'Acre[2].
- 6 mai : Richard Cœur de Lion commence la conquête de l'île de Chypre[1].
- 21 mai : Richard Cœur de Lion fait prisonnier Isaac Doukas Comnène, empereur de Chypre[1].
- 6 juin : Richard Cœur de Lion termine la conquête de l'île de Chypre[1].
- 7 juin : Richard Cœur de Lion, roi d'Angleterre, débarque à Saint-Jean-d'Acre[2].
- 12 juillet : les croisés reprennent Saint-Jean-d'Acre[1].
- 27 et 28 juillet : Compromis de Saint-Jean-d'Acre : une assemblée de barons et de prélat du royaume de Jérusalem confirme Guy de Lusignan comme roi de Jérusalem, mais décide que Conrad de Montferrat en sera l'héritier[3].
- 2 août : Après la prise de Saint-Jean-d'Acre, Philippe Auguste quitte la Terre sainte et repart vers la France[4].
- 22 août : Richard Cœur de Lion quitte Saint-Jean-d'Acre à la tête de la troisième croisade dans le but de reconquérir le littoral palestinien[5].
- 7 septembre : Richard Cœur de Lion bat les troupes de Saladin à Arsouf[1].
- septembre : Saladin fait détruire les fortifications d'Ascalon[1].
- fin : Richard Cœur de Lion vend Chypre à l'Ordre du Temple[1].
- Léon II d'Arménie reprend Baghras à Saladin[6].
- Geoffroy de Lusignan, reçoit le comté de Jaffa[7].